# Dick's Sporting Goods Park
Dick's Sporting Goods Park is een voetbalstadion, waarin 18.086 zitplaatsen zijn. Het stadion staat in Commerce City, Colorado.
Het stadion wordt gebruikt door verschillende sportteams uit de stad Denver. Colorado Rapids dat uitkomt in de Major League Soccer, Denver Dream dat uitkomt in Lingerie Football League en Denver Barbarians dat speelt in de Rugby Super League.